# VBZ Be 4/4形電車 Karpfen
Be 4/4 Karpfen はスイスのVBZ（チューリッヒ市交通局）が1959年から導入した路面電車である。

## 概要
1959年から1960年にスイス標準トラムの Be 4/4 の後継として導入された。この形式から VBZ 独自設計の車両になっている。愛称は Karpfenで、前頭部の独特の形状から由来する。
当初よりトレーラとの2両編成で使用することを想定し、カルダン駆動で63kWの電動機を4個装備、トレーラは同一寸法、同一デザインのものが同時に製造された。VBZの路線も終端部がループ線となっているため、運転台は片方の側のみである。また、乗降扉も進行方向右側にしかない。

## 番号
Be 4/4  1416～1430
運転台付きの3扉車で、1959年に1416・1417・1419・1420が、1960年に1418・1421～1430がSWS（電気機器はMFO）で製造された。製造時から1985年までは菱形のパンタグラフを装備していたが、その後シングルアーム型パンタグラフに交換されている。
B 4  771～786
Be 4/4 と同一デザインの付随車で、1959年に772～775が、1960年に771・776～786が SIGで製造された。771～785は Be 4/4 1416～1430と連結することを前提にしていたが、1両余分の786は Be 6/6 1701と連結することを予定して特別な装備を持っていた。付随車としては最初の3扉車である。

## 運用と廃車
Be 4/4 + B4 の編成で各系統で運用されたが、Be 5/6 Cobraの投入により2006年12月で全車が運用を離脱し廃車となった。これにより、ボギー車がトレーラを牽引する伝統的なトラムの運行形態は、チューリヒでは全廃となった。
廃車後は、チューリヒトラム博物館（Tram Museum Zürich）に動態保存された1編成を除き、2007年にウクライナのヴィーンヌィツャ市に売却された。